# ブルーフォード・レヴィン・アッパー・エクストリミティーズ
ブルーフォード・レヴィン・アッパー・エクストリミティーズ（Bruford Levin Upper Extremities、略称：B.L.U.E.）は、ドラマーのビル・ブルーフォード、ベーシストのトニー・レヴィン、ギタリストのデヴィッド・トーン、トランペッターのクリス・ボッティで構成される音楽グループである。
ブルース、ロック、アンビエント・ミュージックの要素を備えた非常に珍しいサウンドだった。

## 略歴
ブルーフォードとレヴィンは、1981年から1984年までと1994年から1997年まで、キング・クリムゾンのメンバーとして共演した。
B.L.U.E.の起源は、ブルーフォードとレヴィンが参加したトーンのアルバム 『クラウド・アバウト・マーキュリー』（1987年）に由来する。互いの音楽が生んだケミストリーを楽しんだので連絡を取り合い、1990年代半ばにB.L.U.Eを結成した。
1998年4月7日の名古屋公演が初舞台だった。レヴィンとブルーフォードのキング・クリムゾンでの同僚達が結成したプロジェクト2（ProjeKct2）も日本公演を行なっていたので、日本のプロモーターの御膳立てによって第一部を務めた。

## メンバー
- ビル・ブルーフォード (Bill Bruford) - ドラム、パーカッション、キーボード
- トニー・レヴィン (Tony Levin) - ベース、スティック
- デヴィッド・トーン (David Torn) - ギター、ループ
- クリス・ボッティ (Chris Botti) - トランペット

## ディスコグラフィ

### アルバム
- 『ブラッフォード・レヴィン・アッパー・エクストリミティーズ』 - Bruford Levin Upper Extremities (1998年) ※ビル・ブラッフォード[注釈 1] / トニー・レヴィン名義
- 『BLUEナイツ』 - B.L.U.E. Nights (1999年) ※ライブ・アルバム